# Palaeomolis palearctica
Palaeomolis palearctica är en fjärilsart som beskrevs av Ferguson 1984. Palaeomolis palearctica ingår i släktet Palaeomolis och familjen björnspinnare. Inga underarter finns listade i Catalogue of Life.